# تا زدن مرطوب

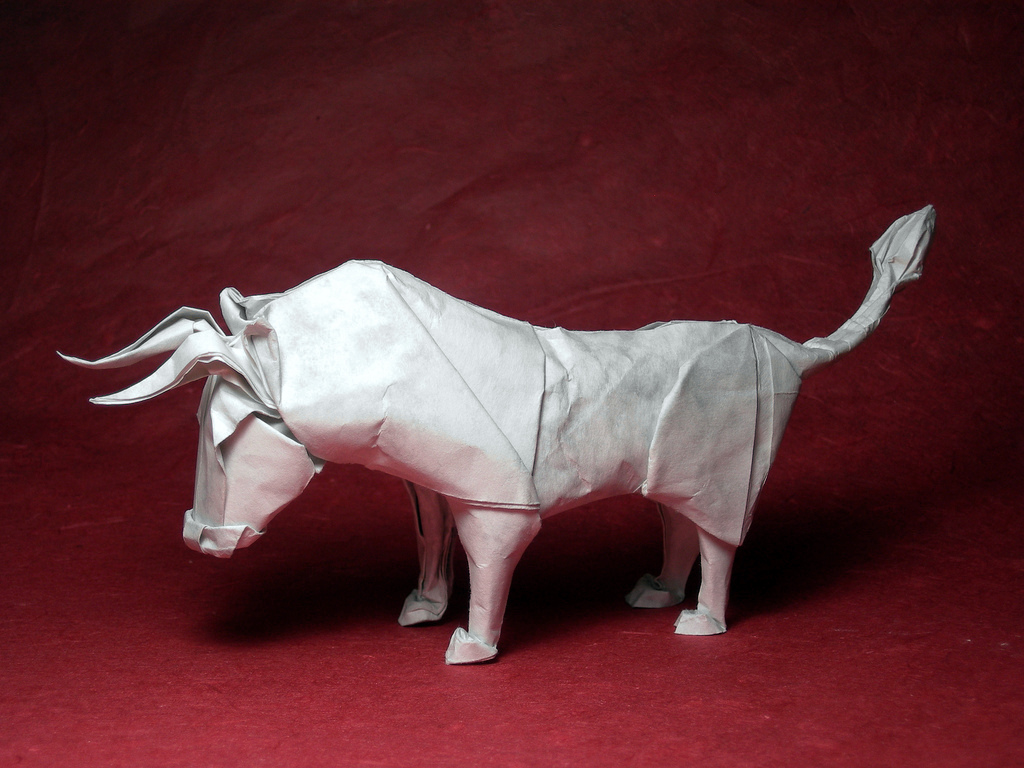
گاو نر با روش تا زدن مرطوب

تا زدن مرطوب یک تکنیک اوریگامی است که توسط آکیرا یوشیزاوا ساخته شده و از آب برای مرطوب کردن کاغذ استفاده می‌کند تا بتوان به راحتی آن را دستکاری کرد. این روند عنصری از مجسمه‌سازی را به اوریگامی اضافه می‌کند، که در غیر این صورت کاملاً هندسی است. تاشو خیس اغلب توسط استادان حرفه ای برای اوریگامی غیر هندسی مانند حیوانات استفاده می‌شود. تاهای‌های مرطوب معمولاً کاغذهای ضخیم‌تری نسبت به آنچه برای اوریگامی طبیعی استفاده می‌شود، دارند تا اطمینان حاصل شود که کاغذ پاره نمی‌شود.
یکی از برجسته‌ترین استادان از روش تا زدن مرطوب، اریک جویسل است که در زمینه حیوانات اوریگامی، انسان و موجودات افسانه ای تخصص داشت. او همچنین ماسک‌های اوریگامی ایجاد کرد. استادهای دیگری که از این روش استفاده می‌کنند رابرت جی لنگ و جان مونترول هستند.
روند تا زدن مرطوب به استادکاران این اجازه را می‌دهد تا شکل خمیده را به راحتی حفظ کند. همچنین تعداد چین و چروک‌ها را به میزان قابل توجهی کاهش می‌دهد. تا زدن مرطوب به دلیل فرایندی به نام سایزبندی، باعث افزایش سفتی و ساختار می‌شود. سایزینگ چسبی محلول در آب است که معمولاً متیل سلولز یا متیل استات است و ممکن است در حین ساخت کاغذ به آن اضافه شود. با خشک شدن کاغذ، پیوندهای شیمیایی الیاف کاغذ به هم محکم می‌شوند که در نتیجه ورق نازک‌تر و محکم تری ایجاد می‌شود. به منظور مرطوب کردن کاغذ، یک هنرمند به‌طور معمول ورق را با یک پارچه مرطوب پاک می‌کند. میزان رطوبت اضافه شده به کاغذ بسیار مهم است زیرا مقدار بسیار کمی باعث خشک شدن سریع کاغذ و بازگشت آن به حالت اولیه قبل از اتمام تا زدن می‌شود، در حالی که مقدار زیاد آن لبه‌های کاغذ را از بین می‌برد.